# 遠山正道
遠山 正道（とおやま まさみち、1962年1月25日 - ）は、日本の実業家。スープ専門店「スープストックトーキョー」「トーキョールー」、ネクタイブランド「giraffe」、全く新しいコンセプトのリサイクルショップ「PASS THE BATON」を展開する株式会社スマイルズの代表取締役社長。日興證券会長遠山元一の孫。

## 経歴
遠山直道と美代子（中央信託銀行会長白根清香の娘）の次男として東京都港区青山に生まれ育つ。松濤幼稚園を経て1969年、慶應義塾幼稚舎入学。1973年、11歳のとき父親が飛行機事故で死亡。1975年、慶應義塾普通部入学。1978年、慶應義塾高等学校入学。1981年、慶應義塾大学商学部入学。1985年に同大学を卒業し三菱商事株式会社に入社、建設部で天王洲地区の開発などを担当した後、情報化推進室でIT導入の推進を、情報産業部門でITソリューションを担当。1997年、小売りの仕事を希望して日本ケンタッキーフライドチキンに出向。1999年、お台場のヴィーナスフォートにスープ専門店「スープストックトーキョー」開店。2000年、38歳のとき三菱商事初の社内ベンチャー企業として株式会社スマイルズを設立、代表取締役社長に就任。かねがね牛尾治朗から「この子は人がいいから、経営者に向いてる」と言われていたことが頭にあったという。2005年、同会長に就任。2008年2月、MBOを行い、同社長に再任。多摩美術大学クリエイティブリーダーシッププログラム講師。
2020年、サブスク型の幸せ拡充再分配コミュニティ「新種のimmigrations」を立ち上げ、自律した経済と幸せの新しいカタチを希求する取り組みとして、長の遠山を含めた住人たちが活動している。
2023年より女子美術大学 共創デザイン学科 教授を務める。
2023年秋、コミュニティ「新種のimmigrations」から産まれた新種のバンド「新種のImmigrationsB」は、コミュニティの長である、遠山正道がポエトリーリーディングを担当。ギターの澤田知子とドラムのアンドレ詩生(16歳)親子による自宅スタジオでのジャムセッションをiPhoneボイスメモで録音したトラックに、テルミンの街角マチコがエフェクトを駆使したサウンドを大胆に重ね、森脇淳一が独自のバランス感覚でミックスしたオリジナル楽曲を、次々とストリーミング配信している。
学生時代からイラストを描いている。三菱商事時代、1989年には松任谷由実コンサートのステージ絵に「10人の若手アーティスト」として参加。1996年には代官山のヒルサイドテラスで、1998年にはニューヨークのWALTER WICKISER INCで個展を開催した。年間70枚絵を描いたとのこと（2013年5月24日 HCDセミナでの本人談）。

## テレビ番組
- 日経スペシャル カンブリア宮殿 スープを主役に変えた！ 常識破りのファストフード店（2021年7月15日、テレビ東京）- スマイルズ社長 遠山正道出演[4]。

## 書籍

### 著書
- 『スープで、いきます 商社マンがSoup Stock Tokyoを作る』（2006年2月25日、新潮社）ISBN 9784103011514
- 『成功することを決めた 商社マンがスープで広げた共感ビジネス』（2011年3月28日、新潮社 新潮文庫）ISBN 9784101348612
- 『やりたいことをやるというビジネスモデル PASS THE BATONの軌跡』（2013年12月16日、弘文堂）ISBN 9784335450525
- 『新種の老人 とーやまの思考と暮らし 1997年・35才―2022年・60才』（2022年1月25日、産業編集センター）ISBN 9784863113206

### 共著等
- 『社長のデザイン』（編著:日経デザイン）（2011年4月22日、日経BP社）ISBN 9784822264710 - デザインを活用してビジネスを革新する経営者26人が登場
- 『武器としての共感力、Think!〈SUMMER 2012(No.42)〉』（著者:東洋経済新報社）（2012年7月14日、東洋経済新報社）ISBN 9784492830499
- 『見せたくなるお弁当100』（共著者:おいしい教室委員会）（2013年3月15日、文藝春秋）ISBN 9784163761909
- 『ハードワーク！グッドライフ！ 新しい働き方に挑戦するための6つの対話』（共著者:山崎亮 駒崎弘樹 古田秘馬 馬場正尊 柳澤大輔 大南信也）（2014年10月1日、学芸出版社）ISBN 9784761525774

### 雑誌
- review 40人のここが気になる（ケトル 00 オンデマンド ペーパーバック、太田出版、2011年）